# Пуговичино
Пуговичино — деревня в Ленинском городском округе Московской области России.

## География
Деревня Пуговичино находится примерно в 3 км к юго-востоку от центра города Видное. Ближайший сельский населённый пункт — деревня Дыдылдино. Рядом протекает река Купелинка, на которой устроен Пуговичинский пруд.

## История
В XVII веке деревня находилась в собственности кремлёвского Вознесенского монастыря. В деревне находился монастырский двор, где жил приказчик и монастырские дети, было 8 крестьянских дворов.
В 1817 году в деревне Пуговичино производили медную мишуру.
В XIX веке деревня Пуговичино входила в состав Сухановской волости Подольского уезда. В 1899 году в деревне проживало 215 человек.
До 2006 года деревня входила в Горкинский сельский округ Ленинского района, а с 2006 до 2019 года в рамках организации местного самоуправления входила в городское поселение Горки Ленинские Ленинского муниципального района.
С 2019 года входит в Ленинский городской округ.

## Население
| 2002 | 2006 | 2010 |
| ---- | ---- | ---- |
| 48   | ↘27  | ↗104 |

Согласно Всероссийской переписи, в 2002 году в деревне проживало 48 человек (27 мужчин и 21 женщина). По данным на 2005 год в деревне проживало 27 человек.